# Dianne Wiest
Dianne Evelyn Wiest (Kansas City, Misuri, 28 de marzo de 1948) es una actriz estadounidense, ganadora del Óscar en dos ocasiones, entre otros premios.

## Biografía
Desde pequeña demostró cierto interés en ser bailarina, pero pronto vio que reunía mayores aptitudes para ser actriz, debutando en los escenarios en la versión de Otelo, dirigida por James Earl Jones.
Aunque su primera película es de 1980, no sería hasta 1985 cuando su nombre empezó a ser conocido a raíz de sus colaboraciones con Woody Allen, quien la convertiría en su actriz fetiche. Bajo sus órdenes el rostro de Dianne quedó asociado con el prototipo de mujer intelectual, de clase media, progresista, en busca de su propia estabilidad emocional. En efecto Emma, la prostituta que abordaba en la calle al personaje encarnado por Jeff Daniels en La rosa púrpura de El Cairo, daría paso a la Holly de Hannah y sus hermanas, una alocada treintañera con problemas con las drogas, que procuraba imitar a su hermana hasta el punto de escribir un libro inspirado en su persona, y que finalmente acabaría embarazada del primer marido de ésta, formando una familia tranquila. Dianne ganó varios premios de las distintas asociaciones de críticos nacionales, quedando candidata al Óscar a la mejor actriz de reparto. Un mes más tarde de la mano de Don Ameche y Anjelica Huston recibiría su primera estatuilla en dura pugna con Maggie Smith.
Para entonces Dianne ya había rodado dos filmes más para Allen. En el primero, Días de radio, Dianne se puso en la piel de la solterona tía Bea que siempre acudía arreglada a los estrenos de cine y teatro, donde encontraba finalmente un novio formal. En el segundo, September, la oscarizada intérprete defendió el papel de Stephanie, una mujer casada cuyo matrimonio se tambalea al conocer a un hombre del que se enamora y al que renuncia para proteger a sus hijos de una gran mentira. 
Alejada de la órbita de Allen, Dianne afrontó el segundo papel por el cual recibiría una mención de la Academia: Dulce hogar... ¡a veces! la mostraba como una madre separada, con dificultades de comunicación con su hijo pequeño (Joaquín Phoenix), y que procuraba la felicidad de su hija (Martha Plimpton), embarazada de su novio (Keanu Reeves), un joven al que ella no aprobaba.
En 1990 Tim Burton la contrató para Eduardo Manostijeras, película en la que la actriz interpretó a Peg, la vendedora de Avon empeñada en traer algo de belleza al mundo, defendiendo al protagonista (un joven que en vez de manos tenía tijeras, interpretado por Johnny Depp) de una comunidad vecinal ruin, perversa, intolerante y profundamente mediocre.
A este papel le seguiría la psicóloga de El pequeño Tate (1991) y la mujer de un policía en Ese poli es un panoli (1994). Woody Allen se encargó de sacarla de un olvido relativo con Balas sobre Broadway, en la que encarnó a Helen Sinclair, una estrella del teatro alcohólica, decadente, pomposa, con aires de diva, que coqueteaba con un dramaturgo (John Cusack), al que enamoraba con una frase que se volvió célebre por aquel entonces: "¡no digas nada!, ¡no digas nada!". Con su interpretación deliberadamente histriónica, Dianne se mostraba a su público como una estrella que había conocido días mejores y que se preparaba para papeles más adecuados para su edad. La crítica elogió su trabajo y Dianne logró varios premios, incluyendo un Globo de oro a la mejor actriz de reparto y su segundo Óscar a la mejor actriz de reparto, premio que recogió en manos de Tommy Lee Jones.
Al año siguiente (1996) entregó la estatuilla dorada a Kevin Spacey en una ceremonia presentada por Whoopi Goldberg, precisamente la actriz con la que Dianne compartía protagonismo en Cómo triunfar en Wall Street, donde interpretó a la eficaz amiga y secretaria de esta última, a la que ayudaba a crear de la nada a un imaginario accionista que encandilaba a más inversores de bolsa. Finalizado dicho rodaje, Dianne se sumó al reparto de The Birdcage, donde le tocó en suerte el papel de Helen Kelley, la mujer de un senador republicana cuya hija se quería casar con su novio, un joven cuyo padre gay era propietario de una de las salas de espectáculos más conocidas de Palm Beach, Miami. Tras un duro proceso de asimilación de su nueva realidad familiar, Helen lograba salir de la casa de su yerno esquivando a la prensa sensacionalista disfrazándose de un transexual que actuaba en el club y que bailaba, como parte del espectáculo, la canción We´re Family. 
Convertida en una secundaria de lujo, la actriz finalizó la década con un par de intervenciones en Prácticamente magia, donde interpretaba a una tía bruja de Sandra Bullock y Nicole Kidman, y en El hombre que susurraba a los caballos, donde se puso en la piel de una ranchera que velaba por el futuro sentimental de una mujer casada que se enamoraba de su cuñado, un domador de caballos.
Durante los primeros años de la década siguiente Dianne se acomodó en la pequeña pantalla - en la serie Law & Order- hasta que decidió doblar la voz de uno de los personajes de la cinta de animación Robots. En 2005 estrenó en Broadway Memory House.

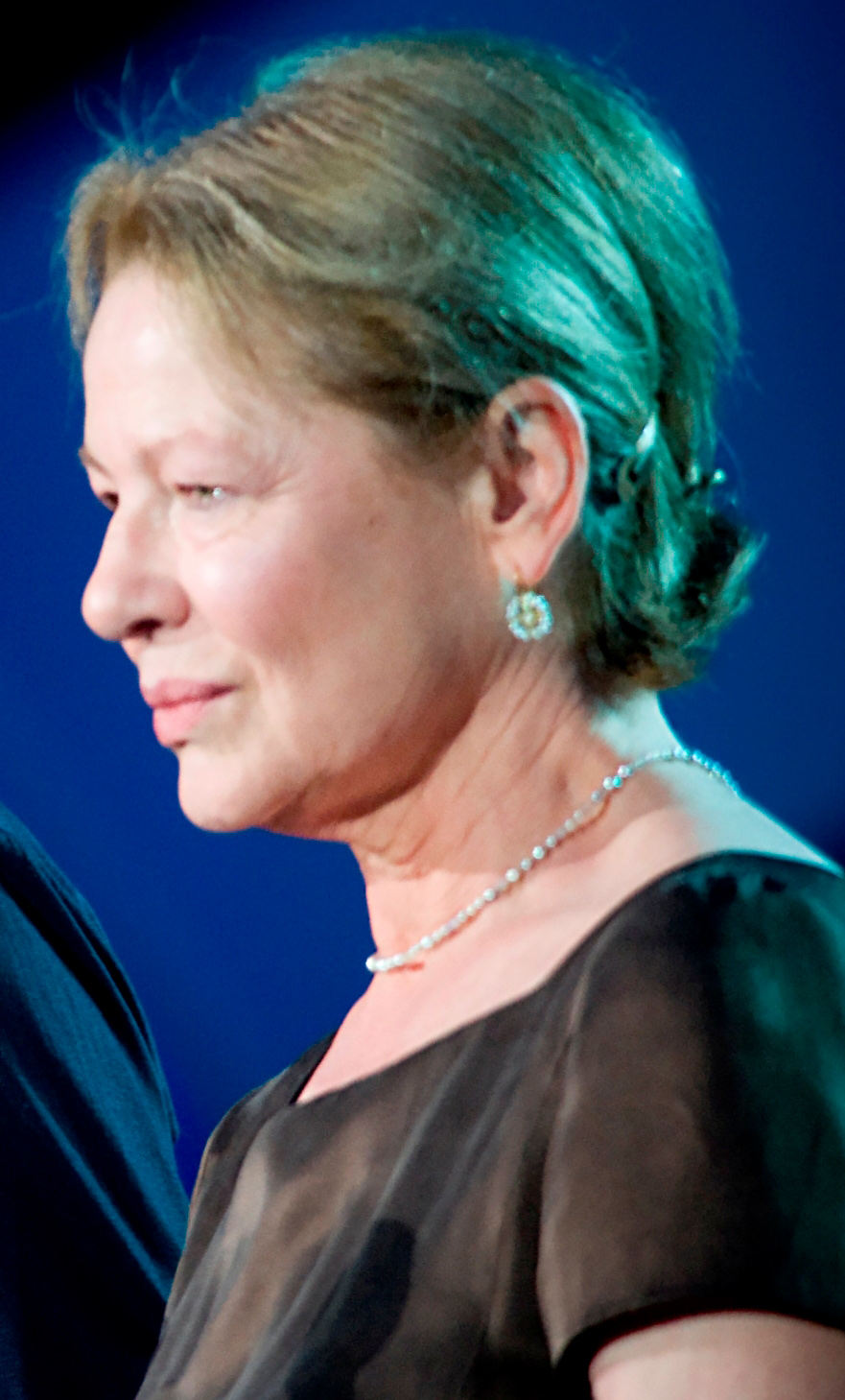
Wiest en el Concierto del Día Nacional de los Caídos en Washington D. C., 24 de mayo de 2009.

Entre 2008 y 2009 interpretó a la terapeuta de Gabriel Byrne en la serie de la HBO In treatment, por la que recibió, entre otros, su segundo premio Emmy, así como una nominación a los Globo de Oro. Compagina la serie con su trabajo en la obra Todos eran mis hijos (2008), estrenada con éxito en Broadway, y donde compartió escenario con John Lithgow. Al año siguiente protagoniza junto a Nicole Kidman Rabbit Hole (2010), película que se estrenó en el Festival Internacional de Cine de Toronto y cuyo argumento gira en torno a un matrimonio (interpretado por Kidman y Aaron Eckhart) que trata de superar la muerte de su hijo a causa de un accidente de coche.
En 2012 estrena la comedia ¡Por fin solos!, protagonizada por Diane Keaton, y La extraña vida de Timothy Green, película de fantasía y drama protagonizada por Jennifer Garner.
Entre 2015 y 2019 fue una de las protagonistas de la sitcom coral Life in Pieces. Un año antes trabajó junto a Clint Eastwood en la película The Mule, sobre la historia real del veterano de guerra y traficante de drogas Leo Sharp.

## Filmografía
| Año        | Título                                                                            | Director                    |      |
| Cine       | Cine                                                                              | Cine                        | Cine |
| ---------- | --------------------------------------------------------------------------------- | --------------------------- | ---- |
| 1980       | Ahora me toca a mí                                                                | Claudia Weill               |      |
| 1982       | I'm Dancing as Fast as I Can                                                      | Jack Hofsiss                |      |
| 1983       | Independence Day                                                                  | Robert Mandel               |      |
| 1984       | Footloose                                                                         | Herbert Ross                |      |
| 1984       | Falling in Love                                                                   | Ulu Grosbard                |      |
| 1985       | La rosa púrpura de El Cairo                                                       | Woody Allen                 |      |
| 1986       | Hannah y sus hermanas                                                             | Woody Allen                 |      |
| 1987       | The Lost Boys                                                                     | Joel Schumacher             |      |
| 1987       | September                                                                         | Woody Allen                 |      |
| 1987       | Días de radio                                                                     | Woody Allen                 |      |
| 1988       | Bright Lights, Big City                                                           | James Bridges               |      |
| 1989       | Dulce hogar... ¡a veces!                                                          | Ron Howard                  |      |
| 1989       | Mi rebelde Cookie                                                                 | Susan Seidelman             |      |
| 1990       | Eduardo Manostijeras                                                              | Tim Burton                  |      |
| 1991       | El pequeño Tate                                                                   | Jodie Foster                |      |
| 1994       | Ese poli es un panoli                                                             | Michael Ritchie             |      |
| 1994       | Balas sobre Broadway                                                              | Woody Allen                 |      |
| 1994       | The Scout                                                                         | Michael Ritchie             |      |
| 1995       | Drunks                                                                            | Peter Cohn                  |      |
| 1996       | The Birdcage                                                                      | Mike Nichols                |      |
| 1996       | Cómo triunfar en Wall Street                                                      | Daniel Petrie               |      |
| 1998       | El hombre que susurraba a los caballos                                            | Robert Redford              |      |
| 1998       | Prácticamente magia                                                               | Griffin Dunne               |      |
| 2001       | Not Afraid, Not Afraid                                                            | Annette Carducci            |      |
| 2001       | Yo soy Sam                                                                        | Jessie Nelson               |      |
| 2002       | Merci Docteur Rey                                                                 | Andrew Litvack              |      |
| 2005       | Robots (voz)                                                                      | Chris Wedge Carlos Saldanha |      |
| 2006       | A Guide to Recognizing Your Saints                                                | Dito Montiel                |      |
| 2007       | Dedication                                                                        | Justin Theroux              |      |
| 2007       | Dan in Real Life                                                                  | Peter Hedges                |      |
| 2008       | Synecdoche, New York                                                              | Charlie Kaufman             |      |
| 2008       | Passengers                                                                        | Rodrigo García Barcha       |      |
| 2009       | Rage                                                                              | Sally Potter                |      |
| 2010       | Rabbit Hole                                                                       | John Cameron Mitchell       |      |
| 2011       | El gran año                                                                       | David Frankel               |      |
| 2012       | ¡Por fin solos!                                                                   | Lawrence Kasdan             |      |
| 2012       | La extraña vida de Timothy Green                                                  | Peter Hedges                |      |
| 2015       | Sisters                                                                           | Jason Moore                 |      |
| 2018       | The Mule                                                                          | Clint Eastwood              |      |
| 2020       | I Care a Lot                                                                      | J Blakeson                  |      |
| 2020       | Let Them All Talk                                                                 | Steven Soderbergh           |      |
| 2022       | El dragón de papá (voz)                                                           | Nora Twomey                 |      |
| 2024       | Apartment 7A                                                                      | Natalie Erika James         |      |
| Televisión |                                                                                   |                             |      |
| 1975       | Zalmen: or, The Madness of God                                                    | Peter Levin Alan Schneider  |      |
| 1978       | Great Performances Episodio: "Out of Our Father's House"                          | Jack Hofsiss                |      |
| 1982       | The Wall                                                                          | Robert Markowitz            |      |
| 1983       | The Face of Rage                                                                  | Donald Wrye                 |      |
| 1987       | Bigfoot                                                                           | Danny Huston                |      |
| 1996       | Road to Avonlea Episodio: "Woman of Importance"                                   | Allan King                  |      |
| 1999       | The Simple Life of Noah Dearborn                                                  | Gregg Champion              |      |
| 2000       | El décimo reino                                                                   | David Carson Herbert Wise   |      |
| 2001-2003  | Law & Order                                                                       | varios                      |      |
| 2004       | The Blackwater Lightship                                                          | John Erman                  |      |
| 2004       | Category 6: Day of Destruction                                                    | Dick Lowry                  |      |
| 2008       | The Return of Jezebel James Episodios: "Frankenstein Baby" y "Needles and Schlag" | Herbert Wise Amy Sherman    |      |
| 2008-2009  | In Treatment                                                                      | Rodrigo García              |      |
| 2012       | The Corrections                                                                   | Noah Baumbach               |      |
| 2013       | The Blacklist Episodio: "The Judge"                                               | Peter Werner                |      |
| 2015-2019  | Life in Pieces                                                                    | Justin Adler                |      |
| 2021-2023  | Mayor of Kingstown                                                                | Hugh Dillon Taylor Sheridan |      |

## Teatro
- Happy Birthday, Wanda June, 1971
- Solitaire / Double Solitaire, 1971
- Frankenstein, 1981
- Othello, 1982
- Beyond Therapy, 1982
- After The Fall, 1984
- In The Summer House, 1993
- Salome, 2003
- All My Sons, 2009
- The Cherry Orchard, 2011
- Happy Days, 2016
- Scene Partners, 2023

## Premios y distinciones
Premios Óscar
| Año  | Categoría               | Película                 | Resultado |
| ---- | ----------------------- | ------------------------ | --------- |
| 1987 | Mejor actriz de reparto | Hannah y sus hermanas    | Ganadora  |
| 1990 | Mejor actriz de reparto | Dulce hogar... ¡a veces! | Nominada  |
| 1995 | Mejor actriz de reparto | Balas sobre Broadway     | Ganadora  |

Premios Globo de Oro
| Año  | Categoría                                               | Película                 | Resultado |
| ---- | ------------------------------------------------------- | ------------------------ | --------- |
| 1986 | Mejor actriz de reparto                                 | Hannah y sus hermanas    | Nominada  |
| 1989 | Mejor actriz de reparto                                 | Dulce hogar... ¡a veces! | Nominada  |
| 1994 | Mejor actriz de reparto                                 | Balas sobre Broadway     | Ganadora  |
| 2008 | Mejor actriz de reparto de serie, miniserie o telefilme | In Treatment             | Nominada  |

Premios BAFTA
| Año  | Categoría               | Película      | Resultado |
| ---- | ----------------------- | ------------- | --------- |
| 1987 | Mejor actriz de reparto | Días de radio | Nominada  |

Premios Primetime Emmy
| Año  | Categoría                                       | Trabajo                          | Resultado |
| ---- | ----------------------------------------------- | -------------------------------- | --------- |
| 1997 | Mejor actriz invitada - Serie dramática         | Road to Avonlea                  | Ganadora  |
| 1999 | Mejor actriz de reparto - Miniserie o telefilme | The Simple Life of Noah Dearborn | Nominada  |
| 2008 | Mejor actriz de reparto - Serie dramática       | In Treatment                     | Ganadora  |
| 2009 | Mejor actriz de reparto - Serie dramática       | In Treatment                     | Nominada  |

Premios del Sindicato de Actores
| Año  | Categoría                           | Película             | Resultado |
| ---- | ----------------------------------- | -------------------- | --------- |
| 1995 | Mejor actriz de reparto             | Balas sobre Broadway | Ganadora  |
| 1997 | Mejor reparto                       | The Birdcage         | Ganadora  |
| 2001 | Mejor reparto de televisión - Drama | Law & Order          | Nominada  |
| 2002 | Mejor reparto de televisión - Drama | Law & Order          | Nominada  |